# SM Caen
Stade Malherbe Caen Calvados Basse-Normandie ist ein französischer Fußballverein aus der normannischen Stadt Caen im Département Calvados. Seit der Saison 2025/26 spielt Caen in der dritten Spielklasse Frankreichs.

## Geschichte
Gegründet wurde der Verein 1891 oder 1897 als Union Athlétique du Lycée Malherbe, der sich bald in Club Malherbe Caennais umbenannte; 1913 nahm der Klub (nach einer Fusion mit dem Club Sportif Caennais) den Namen Stade Malherbe Caen an. Seinen heutigen Namen trägt Caen seit 1989. Die Vereinsfarben sind Rot und Blau; die Ligamannschaft spielt im Stade Michel-d’Ornano, das eine Kapazität von 21 500 Plätzen aufweist und 1993 das Stade de Venoix ablöste.

### Ligazugehörigkeit
Im professionellen Bereich war der Verein 1934–1938 und wieder seit 1987 vertreten. Erstklassig (Division 1, seit 2002 in Ligue 1 umbenannt) spielte er 1988–1995, 1996/97, 2004/05, 2007–2009, 2010–2012 und von 2014 bis 2019.

### Logohistorie

1980er
1990er
Bis 2013
Bis 2016

## Erfolge
- Französische Fußballmeisterschaft
  - Platz 5: 1992
- Französischer Fußballpokal
  - Halbfinale: 2018
- Französischer Ligapokal
  - Finalist: 2005

## Ehemalige Spieler
- Mathieu Bodmer
- Hubert Fournier
- William Gallas
- Yoan Gouffran
- Xavier Gravelaine
- Cédric Hengbart
- N’Golo Kanté
- Jesper Olsen
- Stéphane Paille
- Jérôme Rothen
- Pascal Vahirua
- Ronald Zubar
- Nicolas Seube

## Fans
Die Fangruppierung Malherbe Normandy Kop (MNK ’96) pflegt eine Fanfreundschaft mit Fans des FC Ingolstadt 04.